# Canaiolo nero
Canaiolo Nero är en blå vindruva. Druvan var en gång den viktigaste druvan i Chianti-vinerna från Toscana i Italien. Idag används den fortfarande av vissa odlare i Chianti för att mjuka upp den strävare Sangiovese-druvan som idag utgör huvudingrediens i Chianti-vinerna.